# Arytmetyka liczb kardynalnych
Arytmetyka liczb kardynalnych – dział teorii mnogości zajmujący się liczbami kardynalnymi i działaniami na nich.
Arytmetyka liczb kardynalnych znacznie różni się od arytmetyki liczb rzeczywistych – zarówno rozważane działania mają inne własności, jak i stawiane pytania są inne. Podstawową różnicą jest jednak fakt, że wiele stwierdzeń dotyczących działań na liczbach kardynalnych jest niezależnych od standardowych aksjomatów teorii mnogości (aksjomaty Zermela-Fraenkla).
W dalszej części tego artykułu zakładamy aksjomaty Zermela-Fraenkla (bez aksjomatu wyboru niektóre z definicji należy sformułować inaczej i wiele z prezentowanych faktów nie jest prawdziwych).

## Definicje

### Pojęcia wstępne
- Liczba porządkowa {\displaystyle \alpha } jest początkową liczbą porządkową jeśli {\displaystyle \alpha } nie jest równoliczna z żadną liczbą porządkową od niej mniejszą. Początkowe liczby porządkowe nazywamy liczbami kardynalnymi.
- Przy założeniu teorii ZFC każdy zbiór A jest równoliczny z pewną liczbą kardynalną – liczba ta jest nazywana mocą zbioru A i jest oznaczana przez {\displaystyle |A|.}
- Skończone liczby kardynalne to liczby naturalne: 0, 1, 2, ..., a najmniejsza nieskończona liczba kardynalna to {\displaystyle \aleph _{0},} moc zbioru wszystkich liczb naturalnych.
- Współkońcowość nieskończonej liczby kardynalnej {\displaystyle \kappa } to najmniejsza liczba kardynalna {\displaystyle \mu } taka, że każdy zbiór mocy {\displaystyle \kappa } może być przedstawiony jako suma {\displaystyle \mu } wielu zbiorów mocy mniejszej niż {\displaystyle \kappa {:}}

{\displaystyle \mathrm {cf} (\kappa )=\min\{\mu \in {\mathbf {CN} }:\kappa =\bigcup \limits _{\alpha <\mu }A_{\alpha }} dla pewnych zbiorów {\displaystyle A_{\alpha }\subseteq \kappa } takich, że {\displaystyle |A_{\alpha }|<\kappa } (dla wszystkich {\displaystyle \alpha <\mu }) {\displaystyle \}.}
Jeśli {\displaystyle \mathrm {cf} (\kappa )=\kappa } to mówimy że {\displaystyle \kappa } jest regularną liczbą kardynalną. Liczby kardynalne które nie są regularne nazywamy liczbami singularnymi.
- Następnik liczby kardynalnej {\displaystyle \kappa } to pierwsza liczba kardynalna większa od {\displaystyle \kappa } (jest on oznaczany przez {\displaystyle \kappa ^{+}}).

### Działania dwuargumentowe
Określamy następujące działania dwuargumentowe na liczbach kardynalnych. Niech {\displaystyle \kappa ,\mu } będą liczbami kardynalnymi.
- Dodawanie liczb kardynalnych – sumą liczb {\displaystyle \kappa } i {\displaystyle \mu } nazywamy moc sumy rozłącznych kopii {\displaystyle \mu } i {\displaystyle \kappa {:}}

{\displaystyle \mu +\kappa =|(\mu \times \{0\})\cup (\kappa \times \{1\})|.}
- Mnożenie liczb kardynalnych – iloczynem liczb {\displaystyle \kappa } i {\displaystyle \mu } nazywamy moc iloczynu kartezjańskiego zbiorów {\displaystyle \kappa } i {\displaystyle \mu {:}}

{\displaystyle \kappa \cdot \mu =\vert \kappa \times \mu \vert .}
- Potęgowanie liczb kardynalnych – przez {\displaystyle \kappa ^{\mu }} rozumiemy moc zbioru wszystkich funkcji z {\displaystyle \mu } w {\displaystyle \kappa {:}}

{\displaystyle \kappa ^{\mu }=|{}^{\mu }\kappa |.}
- Definiujemy również słabą potegę {\displaystyle \kappa ^{<\mu }} jako

{\displaystyle \kappa ^{<\mu }=\sup\{\kappa ^{\lambda }:\lambda \in {\mathbf {CN} }\ \wedge \ \lambda <\mu \}.}

### Działania nieskończone
Niech {\displaystyle \{\kappa _{i}:i\in I\}} będzie rodziną indeksowaną liczb kardynalnych. Określamy
sumę {\displaystyle \sum \limits _{i\in I}\kappa _{i}=\left|\bigcup \{\kappa _{i}\times \{i\}:i\in I\}\right|} oraz
produkt {\displaystyle \prod \limits _{i\in I}\kappa _{i}=\left|\left\{f:f:I\longrightarrow \bigcup \limits _{i\in I}\kappa _{i}\ \wedge \ (\forall i\in I)(f(i)\in \kappa _{i})\right\}\right|.}

## Przykłady wyników klasycznych
- Dla każdych niezerowych liczb kardynalnych {\displaystyle \kappa ,\mu ,\lambda } mamy:

1. Jeśli {\displaystyle \aleph _{0}\leqslant \kappa ,} to {\displaystyle \kappa +\mu =\max(\kappa ,\mu )=\kappa \cdot \mu .}
2. Jeśli {\displaystyle 1\leqslant \kappa \leqslant \mu ,} to {\displaystyle \kappa ^{\lambda }\leqslant \mu ^{\lambda }} oraz {\displaystyle \lambda ^{\kappa }\leqslant \lambda ^{\mu }.}
3. Jeśli {\displaystyle 1<\kappa <\aleph _{0}\leqslant \lambda ,} to {\displaystyle \kappa ^{\lambda }=\lambda ^{\lambda }} oraz {\displaystyle \lambda ^{\kappa }=\lambda .}
4. {\displaystyle 2^{\kappa }} jest mocą rodziny wszystkich podzbiorów {\displaystyle \kappa .} Jeśli {\displaystyle 2\leqslant \mu \leqslant \kappa } oraz {\displaystyle \kappa } jest nieskończona, to {\displaystyle \kappa ^{\mu }=\left|\left\{A\subseteq \kappa :|A|=\mu \right\}\right|} oraz {\displaystyle \kappa ^{<\mu }=\left|\left\{A\subseteq \kappa :|A|<\mu \right\}\right|.}
5. {\displaystyle (\kappa ^{\mu })^{\lambda }=\kappa ^{\mu \cdot \lambda },} {\displaystyle \kappa ^{\mu }\cdot \kappa ^{\lambda }=\kappa ^{\mu +\lambda },} i {\displaystyle (\kappa \cdot \mu )^{\lambda }=\kappa ^{\lambda }\cdot \mu ^{\lambda }}
6. Jeśli {\displaystyle \kappa ,\mu } są nieskończone, to {\displaystyle (\kappa ^{+})^{\mu }=\kappa ^{+}\cdot \kappa ^{\mu }} (twierdzenie  Hausdorffa).
7. Jeśli {\displaystyle \kappa } jest nieskończone, to {\displaystyle \kappa <\kappa ^{\mathrm {cf} (\kappa )}} oraz {\displaystyle \kappa <\mathrm {cf} (2^{\kappa }).}

- Przypuśćmy, że {\displaystyle \{\kappa _{i}:i\in I\},} {\displaystyle \{\mu _{i}:i\in I\}} są rodzinami niezerowych liczb kardynalnych, {\displaystyle I\neq \emptyset .}

1. {\displaystyle \sum \limits _{i\in I}\kappa _{i}=\max \left(|I|,\sup\{\kappa _{i}:i\in I\}\right).} Jeśli więc {\displaystyle |I|\leqslant \sup\{\kappa _{i}:i\in I\}} to {\displaystyle \sum \limits _{i\in I}\kappa _{i}=\sup\{\kappa _{i}:i\in I\}.} Ostatnia równość zachodzi w szczególności gdy {\displaystyle \kappa _{i}\neq \kappa _{j}} dla różnych {\displaystyle i,j\in I.}
2. Jeśli {\displaystyle \kappa _{i}<\mu _{i}} dla wszystkich {\displaystyle i\in I,} to {\displaystyle \sum \limits _{i\in I}\kappa _{i}<\prod \limits _{i\in I}\mu _{i}} (twierdzenie Königa).

## GCH i SCH
- Uogólniona hipoteza continuum (GCH) to zdanie stwierdzające, że dla każdej liczby kardynalnej {\displaystyle \kappa } zachodzi {\displaystyle 2^{\kappa }=\kappa ^{+}}. Przy założeniu GCH arytmetyka kardynalna bardzo się upraszcza:

Załóżmy GCH. Wówczas dla każdych liczb kardynalnych {\displaystyle \kappa \geqslant 2} oraz {\displaystyle \lambda \geqslant \aleph _{0}} mamy
|  |                                     |  | {\displaystyle \kappa }      |  | jeśli |  | {\displaystyle \lambda <\mathrm {cf} (\kappa ),}                  |      |                                      |  | {\displaystyle \kappa }     |  | jeśli |  | {\displaystyle \lambda \leqslant \mathrm {cf} (\kappa ),}             |  |  |
|  | {\displaystyle \kappa ^{\lambda }=} |  | {\displaystyle \kappa ^{+}}  |  | jeśli |  | {\displaystyle \mathrm {cf} (\kappa )\leqslant \lambda <\kappa ,} | oraz | {\displaystyle \kappa ^{<\lambda }=} |  | {\displaystyle \kappa ^{+}} |  | jeśli |  | {\displaystyle \mathrm {cf} (\kappa )<\lambda \leqslant \kappa ^{+},} |  |  |
|  |                                     |  | {\displaystyle \lambda ^{+}} |  | jeśli |  | {\displaystyle \kappa \leqslant \lambda ,}                        |      |                                      |  | {\displaystyle \lambda }    |  | jeśli |  | {\displaystyle \kappa ^{+}<\lambda .}                                 |  |  |

- Hipoteza liczb singularnych (ang. singular cardinal hypothesis, SCH) to zdanie stwierdzające, że dla każdej nieskończonej liczby kardynalnej {\displaystyle \kappa ,} jeśli {\displaystyle 2^{\mathrm {cf} (\kappa )}<\kappa } to {\displaystyle \kappa ^{\mathrm {cf} (\kappa )}=\kappa ^{+}}. Przy założeniu SCH, potęgi liczb kardynalnych są wyznaczone przez funkcję {\displaystyle \kappa \mapsto 2^{\kappa }.}

Załóżmy SCH. Wówczas dla każdych nieskończonych liczb kardynalnych {\displaystyle \kappa ,\lambda } mamy
|  |                                     |  | {\displaystyle \kappa }      |  | jeśli |  | {\displaystyle 2^{\lambda }<\kappa } oraz {\displaystyle \lambda <\mathrm {cf} (\kappa ),}          |  |  |
|  | {\displaystyle \kappa ^{\lambda }=} |  | {\displaystyle \kappa ^{+}}  |  | jeśli |  | {\displaystyle 2^{\lambda }<\kappa } oraz {\displaystyle \mathrm {cf} (\kappa )\leqslant \lambda ,} |  |  |
|  |                                     |  | {\displaystyle 2^{\lambda }} |  | jeśli |  | {\displaystyle \kappa \leqslant 2^{\lambda }.}                                                      |  |  |

Ponadto, jeśli {\displaystyle \kappa } jest liczbą singularną to
(a) jeśli dla pewnej liczby kardynalnej {\displaystyle \mu <\kappa } mamy iż {\displaystyle (\forall \lambda \in [\mu ,\kappa ))(2^{\lambda }=2^{\mu }),} to {\displaystyle 2^{\kappa }=2^{<\kappa },}
(b) jeśli założenie punktu (a) nie jest spełnione, to {\displaystyle 2^{\kappa }=\left(2^{<\kappa }\right)^{+}.}
- Warto zauważyć, że GCH jest niezależne od ZFC (czyli nie można tego zdania udowodnić, ale nie można też udowodnić jego zaprzeczenia). Łatwo można się przekonać, że GCH implikuje SCH. Ciekawym[według kogo?] wynikiem odkrytym[przez kogo?] niedawno[kiedy?] jest, że PFA również implikuje SCH. Naruszenia SCH związane są z dużymi liczbami kardynalnymi.

## Przykłady wyników zaawansowanych
- Rozwijając metodę forsingu, w 1970 roku William Easton[1] udowodnił następujące twierdzenie. Przypuśćmy, że F jest rosnącą funkcją określoną na wszystkich regularnych liczbach kardynalnych której wartościami są nieskończone liczby kardynalne i taką, że {\displaystyle \kappa <\mathrm {cf} ({\mathbf {F} }(\kappa ))} dla wszystkich regularnych {\displaystyle \kappa .} Wówczas (przy założeniu, że ZFC jest niesprzeczne) jest niesprzecznym z ZFC, że {\displaystyle 2^{\kappa }={\mathbf {F} }(\kappa )} dla wszystkich regularnych liczb kardynalnych {\displaystyle \kappa .}
- Jeśli {\displaystyle \kappa } jest liczbą mierzalną oraz {\displaystyle 2^{\lambda }=\lambda ^{+}} dla każdej nieskończonej liczby kardynalnej {\displaystyle \lambda <\kappa ,} to również {\displaystyle 2^{\kappa }=\kappa ^{+}.}
- Jeśli zbiór {\displaystyle \{\alpha <\omega _{1}:\aleph _{\alpha }^{\aleph _{1}}<\aleph _{\alpha +\alpha }\}} jest stacjonarny w {\displaystyle \omega _{1},} to {\displaystyle \aleph _{\omega _{1}}^{\aleph _{1}}<\aleph _{\omega _{1}+\omega _{1}}.}
- Jeśli {\displaystyle \aleph _{1}\leqslant \mathrm {cf} (\kappa )<\kappa } oraz zbiór {\displaystyle \{\mu <\kappa :2^{\mu }=\mu ^{+}\}} jest stacjonarny w {\displaystyle \kappa ,} to {\displaystyle 2^{\kappa }=\kappa ^{+}.}
- W latach 90. XX wieku Saharon Szelach[2] rozwinął teorię PCF, która stała się jednym z głównych kierunków badań we współczesnej arytmetyce liczb kardynalnych. Wyniki tej teorii wykazują, że pomimo dużej kolekcji twierdzeń niezależnościowych, wciąż można dowieść wielu twierdzeń w ZFC, o ile zadajemy właściwe pytania. Z wyników teorii pcf można wywnioskować nowe prawa klasycznej arytmetyki liczb kardynalnych, np. że {\displaystyle \aleph _{\omega }^{\aleph _{0}}\leqslant 2^{\aleph _{0}}+\aleph _{\omega _{4}}.}
- W głębszym zrozumieniu arytmetyki liczb kardynalnych pomoże książka Wojciecha Guzickiego i Pawła Zbierskiego[3] lub monografia Thomasa Jecha[4] lub monografia M. Holza, K. Steffensa i E. Weitza[5]